# Michael Ballack
Michael Ballack (Görlitz, 26 september 1976) is een Duits voormalig betaald voetballer die bij voorkeur centraal op het middenveld speelde. Hij beëindigde zijn carrière op 2 oktober 2012, nadat hij na zijn vertrek bij Bayer 04 Leverkusen geen nieuwe club had gevonden. Ballack staat er tevens ook om bekend een van de voetballers met het meeste pech te zijn. Ondanks zijn degelijk gevulde prijzenkast, eindigde Ballack in maar liefst tien trofeeën als tweede. Vier keer werd hij vicekampioen in de Bundesliga, driemaal met Leverkusen (1999/00, 2001/02, 2010/11) en één keer met Bayern (2003/04) en hij verloor een bekerfinale in zowel Engeland (2008) als Duitsland (2002). Die laatste kwam in wat misschien wel het meest verschrikkelijke seizoen ooit voor een voetballer ooit is. Zoals eerder vermeld werd hij 2e in zowel de competitie als de beker in Duitsland, maar tevens verloor Ballack ook de Finale van de Champions League en droeg hij tevens Duitsland samen met Oliver Kahn naar de Finale van het WK in 2002. Wat volgde was nog meer pech voor de Duitser: Hij miste de finale door schorsing en Kahn maakte een fatale blunder waardoor Duitsland finaal verloor. In 2008 deed hij opnieuw een gooi naar een de titel van meest vreselijk jaar in het voetbal. De Engelse bekerfinale werd verloren, opnieuw verloor hij de Champions League finale (ditmaal pas na strafschoppen) en zette hij ook een verloren EK-finale op zijn palmares.

## Clubcarrière
Hij tekende in juni 2010 een tweejarig contract bij Bayer 04 Leverkusen, waarvoor hij ook van 1999 tot en met 2002 speelde. Eerder kwam hij ook uit voor Chemnitzer FC, 1. FC Kaiserslautern, Bayern München en Chelsea. In maart 2004 werd Ballack door Pelé verkozen in de lijst van 125 beste nog levende voetballers. Hij werd Duits voetballer van het jaar in 2002, 2003 en 2005. Ballack had bij elke club het rugnummer 13, uitgezonderd Kaiserslautern. Op 2 oktober 2012 liet hij weten een punt achter zijn loopbaan te zetten. De op dat moment 36-jarige Duitser zat sinds de zomer van dat jaar zonder club. Hij werd vier keer landskampioen van Duitsland, één keer van Engeland en pakte zowel de DFB-Pokal als de FA Cup drie keer.

## Interlandcarrière
Ballack debuteerde op 28 april 1999 tegen Schotland als Duits international. Sindsdien speelde hij meer dan negentig interlands, waaronder op het EK 2000, WK 2002, EK 2004, WK 2006 en EK 2008. Ballack was ook geselecteerd voor het WK 2010, maar moest daarvoor met een enkelblessure afzeggen. Die liep hij op toen hij in mei 2010 met Chelsea FC de FA Cup-finale speelde tegen Portsmouth FC en Kevin-Prince Boateng hem tackelde.
Sinds 2004 was Ballack aanvoerder van de Duitse nationale ploeg, nadat hij deze rol overnam van Oliver Kahn. Dit bleef hij officieel tot en met 2011, toen bondscoach Joachim Löw aangaf Ballack niet meer op te roepen voor het Duitse elftal. Ballack was echter sinds 2010 niet meer opgeroepen en zijn aanvoerdersrol was al overgenomen door Philipp Lahm.
| Interlands van Michael Ballack voor Duitsland | Interlands van Michael Ballack voor Duitsland | Interlands van Michael Ballack voor Duitsland | Interlands van Michael Ballack voor Duitsland | Interlands van Michael Ballack voor Duitsland | Interlands van Michael Ballack voor Duitsland |
| №                                             | Datum                                         | Wedstrijd                                     | Uitslag                                       | Competitie                                    | Goals                                         |
| Als speler van 1. FC Kaiserslautern           | Als speler van 1. FC Kaiserslautern           | Als speler van 1. FC Kaiserslautern           | Als speler van 1. FC Kaiserslautern           | Als speler van 1. FC Kaiserslautern           | Als speler van 1. FC Kaiserslautern           |
| --------------------------------------------- | --------------------------------------------- | --------------------------------------------- | --------------------------------------------- | --------------------------------------------- | --------------------------------------------- |
| 1                                             | 28 april 1999                                 | Duitsland – Schotland                         | 0 – 1                                         | Oefeninterland                                |                                               |
| Als speler van Bayer 04 Leverkusen            |                                               |                                               |                                               |                                               |                                               |
| 2                                             | 24 juli 1999                                  | Brazilië – Duitsland                          | 4 – 0                                         | FIFA Confederations Cup                       |                                               |
| 3                                             | 28 juli 1999                                  | Duitsland – Nieuw-Zeeland                     | 2 – 0                                         | FIFA Confederations Cup                       |                                               |
| 4                                             | 29 maart 2000                                 | Kroatië – Duitsland                           | 1 – 1                                         | Oefeninterland                                |                                               |
| 5                                             | 26 april 2000                                 | Duitsland – Zwitserland                       | 1 – 0                                         | Oefeninterland                                |                                               |
| 6                                             | 3 juni 2000                                   | Duitsland – Tsjechië                          | 3 – 2                                         | Oefeninterland                                |                                               |
| 7                                             | 7 juni 2000                                   | Duitsland – Liechtenstein                     | 8 – 2                                         | Oefeninterland                                |                                               |
| 8                                             | 17 juni 2000                                  | Engeland – Duitsland                          | 1 – 0                                         | EK-eindronde                                  |                                               |
| 9                                             | 20 juni 2000                                  | Portugal – Duitsland                          | 3 – 0                                         | EK-eindronde                                  |                                               |
| 10                                            | 16 augustus 2000                              | Duitsland – Spanje                            | 4 – 1                                         | Oefeninterland                                |                                               |
| 11                                            | 2 september 2000                              | Duitsland – Griekenland                       | 2 – 0                                         | WK-kwalificatie                               |                                               |
| 12                                            | 7 oktober 2000                                | Engeland – Duitsland                          | 0 – 1                                         | WK-kwalificatie                               |                                               |
| 13                                            | 27 februari 2001                              | Frankrijk – Duitsland                         | 1 – 0                                         | Oefeninterland                                |                                               |
| 14                                            | 28 maart 2001                                 | Griekenland – Duitsland                       | 2 – 4                                         | WK-kwalificatie                               | Goal                                          |
| 15                                            | 29 mei 2001                                   | Duitsland – Slowakije                         | 2 – 0                                         | Oefeninterland                                |                                               |
| 16                                            | 2 juni 2001                                   | Finland – Duitsland                           | 2 – 2                                         | WK-kwalificatie                               | Goal                                          |
| 17                                            | 6 juni 2001                                   | Albanië – Duitsland                           | 0 – 2                                         | WK-kwalificatie                               | Goal                                          |
| 18                                            | 1 september 2001                              | Duitsland – Engeland                          | 1 – 5                                         | WK-kwalificatie                               |                                               |
| 19                                            | 6 oktober 2001                                | Duitsland – Finland                           | 0 – 0                                         | WK-kwalificatie                               |                                               |
| 20                                            | 10 november 2001                              | Oekraïne – Duitsland                          | 1 – 1                                         | WK-kwalificatie                               | Goal                                          |
| 21                                            | 14 november 2001                              | Duitsland – Oekraïne                          | 4 – 1                                         | WK-kwalificatie                               | Goal · Goal                                   |
| 22                                            | 17 april 2002                                 | Duitsland – Argentinië                        | 0 – 1                                         | Oefeninterland                                |                                               |
| 23                                            | 1 juni 2002                                   | Duitsland – Saoedi-Arabië                     | 8 – 0                                         | WK-eindronde                                  | Goal                                          |
| 24                                            | 5 juni 2002                                   | Duitsland – Ierland                           | 1 – 1                                         | WK-eindronde                                  |                                               |
| 25                                            | 11 juni 2002                                  | Kameroen – Duitsland                          | 0 – 2                                         | WK-eindronde                                  |                                               |
| 26                                            | 15 juni 2002                                  | Duitsland – Paraguay                          | 1 – 0                                         | WK-eindronde                                  |                                               |
| 27                                            | 21 juni 2002                                  | Duitsland – Verenigde Staten                  | 1 – 0                                         | WK-eindronde                                  | Goal                                          |
| 28                                            | 25 juni 2002                                  | Zuid-Korea – Duitsland                        | 0 – 1                                         | WK-eindronde                                  | Goal                                          |
| Als speler van Bayern München                 |                                               |                                               |                                               |                                               |                                               |
| 29                                            | 21 augustus 2002                              | Bulgarije – Duitsland                         | 2 – 2                                         | Oefeninterland                                | Goal                                          |
| 30                                            | 7 september 2002                              | Litouwen – Duitsland                          | 0 – 2                                         | EK-kwalificatie                               | Goal                                          |
| 31                                            | 16 oktober 2002                               | Duitsland – Faeröer                           | 2 – 1                                         | EK-kwalificatie                               | Goal                                          |
| 32                                            | 20 november 2002                              | Duitsland – Nederland                         | 1 – 3                                         | Oefeninterland                                |                                               |
| 33                                            | 7 juni 2003                                   | Schotland – Duitsland                         | 1 – 1                                         | EK-kwalificatie                               |                                               |
| 34                                            | 6 september 2003                              | IJsland – Duitsland                           | 0 – 0                                         | EK-kwalificatie                               |                                               |
| 35                                            | 10 september 2003                             | Duitsland – Schotland                         | 2 – 1                                         | EK-kwalificatie                               | Goal                                          |
| 36                                            | 11 oktober 2003                               | Duitsland – IJsland                           | 3 – 0                                         | EK-kwalificatie                               | Goal                                          |
| 37                                            | 15 november 2003                              | Duitsland – Frankrijk                         | 0 – 3                                         | Oefeninterland                                |                                               |
| 38                                            | 31 maart 2004                                 | Duitsland – België                            | 3 – 0                                         | Oefeninterland                                | Goal                                          |
| 39                                            | 27 mei 2004                                   | Duitsland – Malta                             | 7 – 0                                         | Oefeninterland                                | Goal · Goal · Goal · Goal                     |
| 40                                            | 2 juni 2004                                   | Zwitserland – Duitsland                       | 0 – 2                                         | Oefeninterland                                |                                               |
| 41                                            | 6 juni 2004                                   | Duitsland – Hongarije                         | 0 – 2                                         | Oefeninterland                                |                                               |
| 42                                            | 15 juni 2004                                  | Duitsland – Nederland                         | 1 – 1                                         | EK-eindronde                                  |                                               |
| 43                                            | 19 juni 2004                                  | Letland – Duitsland                           | 0 – 0                                         | EK-eindronde                                  |                                               |
| 44                                            | 23 juni 2004                                  | Duitsland – Tsjechië                          | 1 – 2                                         | EK-eindronde                                  | Goal                                          |
| 45                                            | 18 augustus 2004                              | Oostenrijk – Duitsland                        | 1 – 3                                         | Oefeninterland                                |                                               |
| 46                                            | 7 september 2004                              | Duitsland – Brazilië                          | 1 – 1                                         | Oefeninterland                                |                                               |
| 47                                            | 9 oktober 2004                                | Iran – Duitsland                              | 0 – 2                                         | Oefeninterland                                |                                               |
| 48                                            | 17 november 2004                              | Duitsland – Kameroen                          | 3 – 0                                         | Oefeninterland                                |                                               |
| 49                                            | 16 december 2004                              | Japan – Duitsland                             | 0 – 3                                         | Oefeninterland                                | Goal                                          |
| 50                                            | 19 december 2004                              | Zuid-Korea – Duitsland                        | 3 – 1                                         | Oefeninterland                                | Goal                                          |
| 51                                            | 26 maart 2005                                 | Slovenië – Duitsland                          | 0 – 1                                         | Oefeninterland                                |                                               |
| 52                                            | 4 juni 2005                                   | Noord-Ierland – Duitsland                     | 1 – 4                                         | Oefeninterland                                | Goal · Goal                                   |
| 53                                            | 8 juni 2005                                   | Duitsland – Rusland                           | 2 – 2                                         | Oefeninterland                                |                                               |
| 54                                            | 15 juni 2005                                  | Duitsland – Australië                         | 4 – 3                                         | FIFA Confederations Cup                       | Goal                                          |
| 55                                            | 18 juni 2005                                  | Duitsland – Tunesië                           | 3 – 0                                         | FIFA Confederations Cup                       | Goal                                          |
| 56                                            | 25 juni 2005                                  | Duitsland – Brazilië                          | 2 – 3                                         | FIFA Confederations Cup                       | Goal                                          |
| 57                                            | 29 juni 2005                                  | Duitsland – Mexico                            | 3 – 3                                         | FIFA Confederations Cup                       | Goal                                          |
| 58                                            | 17 augustus 2005                              | Nederland – Duitsland                         | 2 – 2                                         | Oefeninterland                                | Goal                                          |
| 59                                            | 3 september 2005                              | Slowakije – Duitsland                         | 2 – 0                                         | Oefeninterland                                |                                               |
| 60                                            | 7 september 2005                              | Duitsland – Zuid-Afrika                       | 4 – 2                                         | Oefeninterland                                |                                               |
| 61                                            | 12 november 2005                              | Frankrijk – Duitsland                         | 0 – 0                                         | Oefeninterland                                |                                               |
| 62                                            | 1 maart 2006                                  | Italië – Duitsland                            | 4 – 1                                         | Oefeninterland                                |                                               |
| 63                                            | 22 maart 2006                                 | Duitsland – Verenigde Staten                  | 4 – 1                                         | Oefeninterland                                | Goal                                          |
| 64                                            | 30 mei 2006                                   | Duitsland – Japan                             | 2 – 2                                         | Oefeninterland                                |                                               |
| 65                                            | 2 juni 2006                                   | Duitsland – Colombia                          | 3 – 0                                         | Oefeninterland                                | Goal                                          |
| 66                                            | 14 juni 2006                                  | Duitsland – Polen                             | 1 – 0                                         | WK-eindronde                                  |                                               |
| 67                                            | 20 juni 2006                                  | Ecuador – Duitsland                           | 0 – 3                                         | WK-eindronde                                  |                                               |
| 68                                            | 24 juni 2006                                  | Duitsland – Zweden                            | 2 – 0                                         | WK-eindronde                                  |                                               |
| 69                                            | 30 juni 2006                                  | Duitsland – Argentinië                        | 1 – 1                                         | WK-eindronde                                  |                                               |
| 70                                            | 4 juli 2006                                   | Duitsland – Italië                            | 0 – 2                                         | WK-eindronde                                  |                                               |
| Als speler van Chelsea                        |                                               |                                               |                                               |                                               |                                               |
| 71                                            | 2 september 2006                              | Duitsland – Ierland                           | 1 – 0                                         | EK-kwalificatie                               |                                               |
| 72                                            | 6 september 2006                              | San Marino – Duitsland                        | 0 – 13                                        | EK-kwalificatie                               | Goal                                          |
| 73                                            | 7 oktober 2006                                | Duitsland – Georgië                           | 2 – 0                                         | Oefeninterland                                | Goal                                          |
| 74                                            | 11 oktober 2006                               | Slowakije – Duitsland                         | 1 – 4                                         | EK-kwalificatie                               | Goal                                          |
| 75                                            | 15 november 2006                              | Cyprus – Duitsland                            | 1 – 1                                         | EK-kwalificatie                               | Goal                                          |
| 76                                            | 7 februari 2007                               | Duitsland – Zwitserland                       | 3 – 1                                         | Oefeninterland                                |                                               |
| 77                                            | 24 maart 2007                                 | Tsjechië – Duitsland                          | 1 – 2                                         | EK-kwalificatie                               |                                               |
| 78                                            | 6 februari 2008                               | Oostenrijk – Duitsland                        | 0 – 3                                         | Oefeninterland                                |                                               |
| 79                                            | 26 maart 2008                                 | Zwitserland – Duitsland                       | 0 – 4                                         | Oefeninterland                                |                                               |
| 80                                            | 27 mei 2008                                   | Duitsland – Wit-Rusland                       | 2 – 2                                         | Oefeninterland                                |                                               |
| 81                                            | 31 mei 2008                                   | Duitsland – Servië                            | 2 – 1                                         | Oefeninterland                                | Goal                                          |
| 82                                            | 8 juni 2008                                   | Duitsland – Polen                             | 2 – 0                                         | EK-eindronde                                  |                                               |
| 83                                            | 12 juni 2008                                  | Kroatië – Duitsland                           | 2 – 1                                         | EK-eindronde                                  |                                               |
| 84                                            | 16 juni 2008                                  | Oostenrijk – Duitsland                        | 0 – 1                                         | EK-eindronde                                  | Goal                                          |
| 85                                            | 19 juni 2008                                  | Duitsland – Portugal                          | 3 – 2                                         | EK-eindronde                                  | Goal                                          |
| 86                                            | 25 juni 2008                                  | Duitsland – Turkije                           | 3 – 2                                         | EK-eindronde                                  |                                               |
| 87                                            | 29 juni 2008                                  | Duitsland – Spanje                            | 0 – 1                                         | EK-eindronde                                  |                                               |
| 88                                            | 11 oktober 2008                               | Duitsland – Rusland                           | 2 – 1                                         | WK-kwalificatie                               | Goal                                          |
| 89                                            | 15 oktober 2008                               | Duitsland – Wales                             | 1 – 0                                         | WK-kwalificatie                               |                                               |
| 90                                            | 11 februari 2009                              | Duitsland – Noorwegen                         | 0 – 1                                         | Oefeninterland                                |                                               |
| 91                                            | 28 maart 2009                                 | Duitsland – Liechtenstein                     | 4 – 0                                         | WK-kwalificatie                               | Goal                                          |
| 92                                            | 1 april 2009                                  | Wales – Duitsland                             | 0 – 2                                         | WK-kwalificatie                               | Goal                                          |
| 93                                            | 12 augustus 2009                              | Azerbeidzjan – Duitsland                      | 0 – 2                                         | WK-kwalificatie                               |                                               |
| 94                                            | 5 september 2009                              | Duitsland – Zuid-Afrika                       | 2 – 0                                         | Oefeninterland                                |                                               |
| 95                                            | 9 september 2009                              | Duitsland – Azerbeidzjan                      | 4 – 0                                         | WK-kwalificatie                               | Goal                                          |
| 96                                            | 10 oktober 2009                               | Rusland – Duitsland                           | 0 – 1                                         | WK-kwalificatie                               |                                               |
| 97                                            | 14 oktober 2009                               | Duitsland – Finland                           | 1 – 1                                         | WK-kwalificatie                               |                                               |
| 98                                            | 3 maart 2010                                  | Duitsland – Argentinië                        | 0 – 1                                         | Oefeninterland                                |                                               |

## Privé
Ballack had samen met zijn ex-vrouw drie kinderen. Zijn 18-jarige zoon overleed bij een ongeval met een quad.

## Clubstatistieken
| seizoen | club                 | land      | competitie        | duels | goals |
| ------- | -------------------- | --------- | ----------------- | ----- | ----- |
| 1995/96 | Chemnitzer FC        | Duitsland | Regionalliga Nord | 15    | 0     |
| 1996/97 | Chemnitzer FC        | Duitsland | Regionalliga Nord | 34    | 10    |
| 1997/98 | 1. FC Kaiserslautern | Duitsland | Bundesliga        | 16    | 0     |
| 1998/99 | 1. FC Kaiserslautern | Duitsland | Bundesliga        | 30    | 4     |
| 1999/00 | Bayer Leverkusen     | Duitsland | Bundesliga        | 23    | 3     |
| 2000/01 | Bayer Leverkusen     | Duitsland | Bundesliga        | 27    | 7     |
| 2001/02 | Bayer Leverkusen     | Duitsland | Bundesliga        | 29    | 17    |
| 2002/03 | Bayern München       | Duitsland | Bundesliga        | 26    | 10    |
| 2003/04 | Bayern München       | Duitsland | Bundesliga        | 28    | 7     |
| 2004/05 | Bayern München       | Duitsland | Bundesliga        | 27    | 13    |
| 2005/06 | Bayern München       | Duitsland | Bundesliga        | 26    | 14    |
| 2006/07 | Chelsea              | Engeland  | Premier League    | 26    | 4     |
| 2007/08 | Chelsea              | Engeland  | Premier League    | 18    | 7     |
| 2008/09 | Chelsea              | Engeland  | Premier League    | 29    | 1     |
| 2009/10 | Chelsea              | Engeland  | Premier League    | 32    | 4     |
| 2010/11 | Bayer Leverkusen     | Duitsland | Bundesliga        | 17    | 0     |
| 2011/12 | Bayer Leverkusen     | Duitsland | Bundesliga        | 18    | 2     |
| Totaal  | Totaal               | Totaal    | Totaal            | 421   | 103   |